# Rhynobrissus cuneus
Rhynobrissus cuneus is een zee-egel uit de familie Brissidae.
De wetenschappelijke naam van de soort werd in 1957 gepubliceerd door Cooke.